# Sancho Lyttle
Sancho Tracy Constance Lyttle (Kingstown, Saint Vincent en de Grenadines, 20 september 1983) is een Spaans basketbalspeelster die speelt bij Perfumerías Avenida. Ze speelt op de positie van Power forward of Center.

## Professionele carrière
Lyttle begon haar carrière in 2005 bij Houston Comets in de WNBA. Ook speelde ze sinds 2006 voor CB Puig d'en Valls in Spanje. In 2009 ging ze spelen voor Atlanta Dream in de WNBA. Ook speelde ze voor Perfumerías Avenida in Spanje. Met deze club won ze de EuroLeague Women in 2011. Ze wonnen de finale van Sparta&K Oblast Moskou Vidnoje uit Rusland met 68-59. In 2011 stapte ze over naar Ros Casares Valencia. Ook met deze club won ze de EuroLeague Women in 2012. Ze wonnen de finale van Rivas Ecópolis uit Spanje met 65-52. In 2012 verhuisde ze naar Galatasaray in Turkije. Ook met deze club won ze de EuroLeague Women in 2014. Ze wonnen de finale van Fenerbahçe uit Turkije met 69-58. In 2015 verhuisde ze naar UMMC Jekaterinenburg in Rusland. Met deze club won ze ook de EuroLeague Women in 2016. Ze wonnen de finale van Nadezjda Orenburg uit Rusland met 72-69. Ook speelde ze toen voor de Phoenix Mercury in de WNBA.
Met het nationale basketbal team van Spanje won ze zilver op het Wereldkampioenschap in 2014 en brons in 2010. Op het Europees Kampioenschap won ze goud in 2013 en 2017.

## Erelijst
- Landskampioen Spanje: 2
  - Winnaar: 2011, 2012
- Landskampioen Turkije: 2
  - Winnaar: 2014, 2015
- Bekerwinnaar Turkije: 2
  - Winnaar: 2013, 2014
- Landskampioen Rusland: 2
  - Winnaar: 2016, 2017
- Bekerwinnaar Rusland: 2
  - Winnaar: 2017, 2019
- EuroLeague Women: 4
  - Winnaar: 2011, 2012, 2014, 2016
- Wereldkampioenschap:
  - Zilver: 2014
  - Brons: 2010
- Europees Kampioenschap: 2
  - Goud: 2013, 2017